# Tillandsia dorotheehaseae
Tillandsia dorotheehaseae là một loài thực vật có hoa trong họ Bromeliaceae. Loài này được Hase mô tả khoa học đầu tiên năm 2006.